# Gare de Marcenais
La gare de Marcenais est une gare ferroviaire française fermée de la ligne de Cavignac à Coutras, située sur le territoire de la commune de Marcenais dans le département de la Gironde en région Nouvelle-Aquitaine.
Mise en service en 1874, la gare n'a plus d'activité ferroviaire depuis la fermeture de son service des marchandises en 1938. Néanmoins, des trains touristiques circulent sur la ligne depuis 1977 et le Train touristique de Guîtres à Marcenais dispose d'un local technique à proximité.

## Situation ferroviaire
Établie à environ 32 mètres d'altitude, l’ancienne gare de Marcenais est située au point kilométrique (PK) 5,5xx de la ligne de Cavignac à Coutras (déclassée), entre les gares de Cavignac (ouverte) et de Lapouyade (fermée),. Ancienne gare de bifurcation, elle était l'origine de la ligne de Marcenais à Libourne (déclassée).
Depuis 1977, l’ancienne gare est située sur une ligne, hors du réseau ferré national, propriété du département. A proximité de cette dernière se trouve le terminus technique des circulations du Train touristique de Guîtres à Marcenais qui y a remis en service deux voies pour y effectuer le retournement des trains les voyageurs ayant été déposés à la nouvelle halte du « Moulin de Charlot ».

## Histoire

### Gare du réseau national
La gare de Marcenais est mise en service le 19 octobre 1874 par la Compagnie des chemins de fer des Charentes, lorsqu'elle ouvre à l'exploitation la section de Saint-Mariens à Coutras de sa ligne de Saintes à Coutras.
En 1878, elle devient une gare du réseau de l'Administration des chemins de fer de l'État (État), qui a repris le réseau de la Compagnie des Charentes en faillite. L'État en fait une gare de bifurcation lorsqu'il ouvre à l'exploitation la ligne de Marcenais à Libourne le 29 mai 1887.
Les deux lignes, et la gare, sont officiellement fermées au service des voyageurs le 5 décembre 1938. Ces lignes sont déclassées en 1960 et 1976, les bâtiments de la gare sont désaffectés.

### Gare du train touristique
La ligne qui a conservé sa voie est rachetée à la SNCF en 1977 par le Conseil général de la Gironde. 
Le Train touristique de Guîtres à Marcenais, qui circule entre la gare de Guîtres et le moulin de charlot de Marcenais, a remis en service deux voies à proximité de l’ancienne gare pour en faire le terminus du tronçon utilisé pour ses circulations.

## Patrimoine ferroviaire
Les anciens bâtiments : le bâtiment voyageurs, la halle aux marchandises et un bâtiment technique sont toujours présents en étant devenus des propriétés privés.